# Piotr Karaś

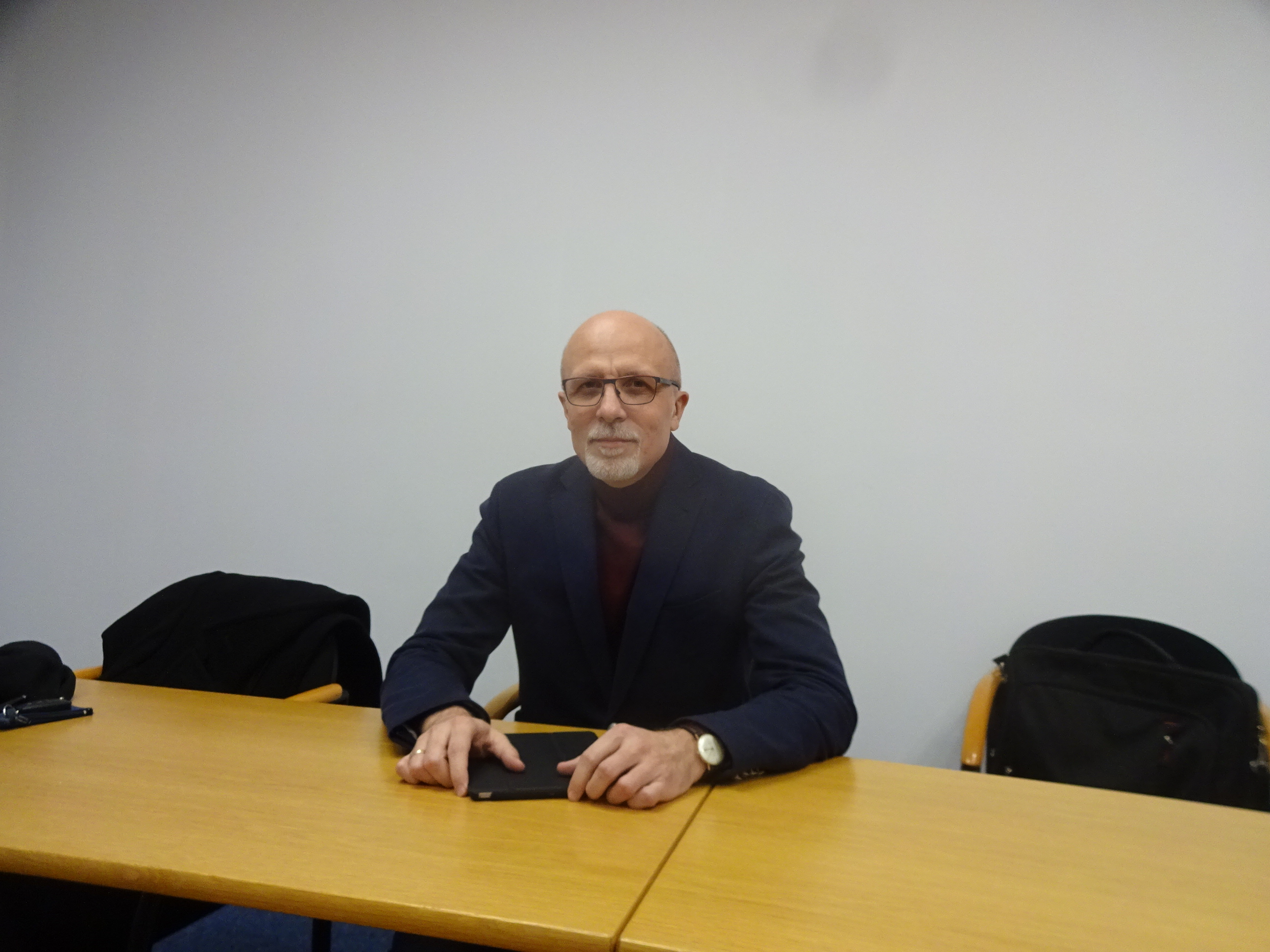
Piotr Karaś 2018-02-01 WSTS

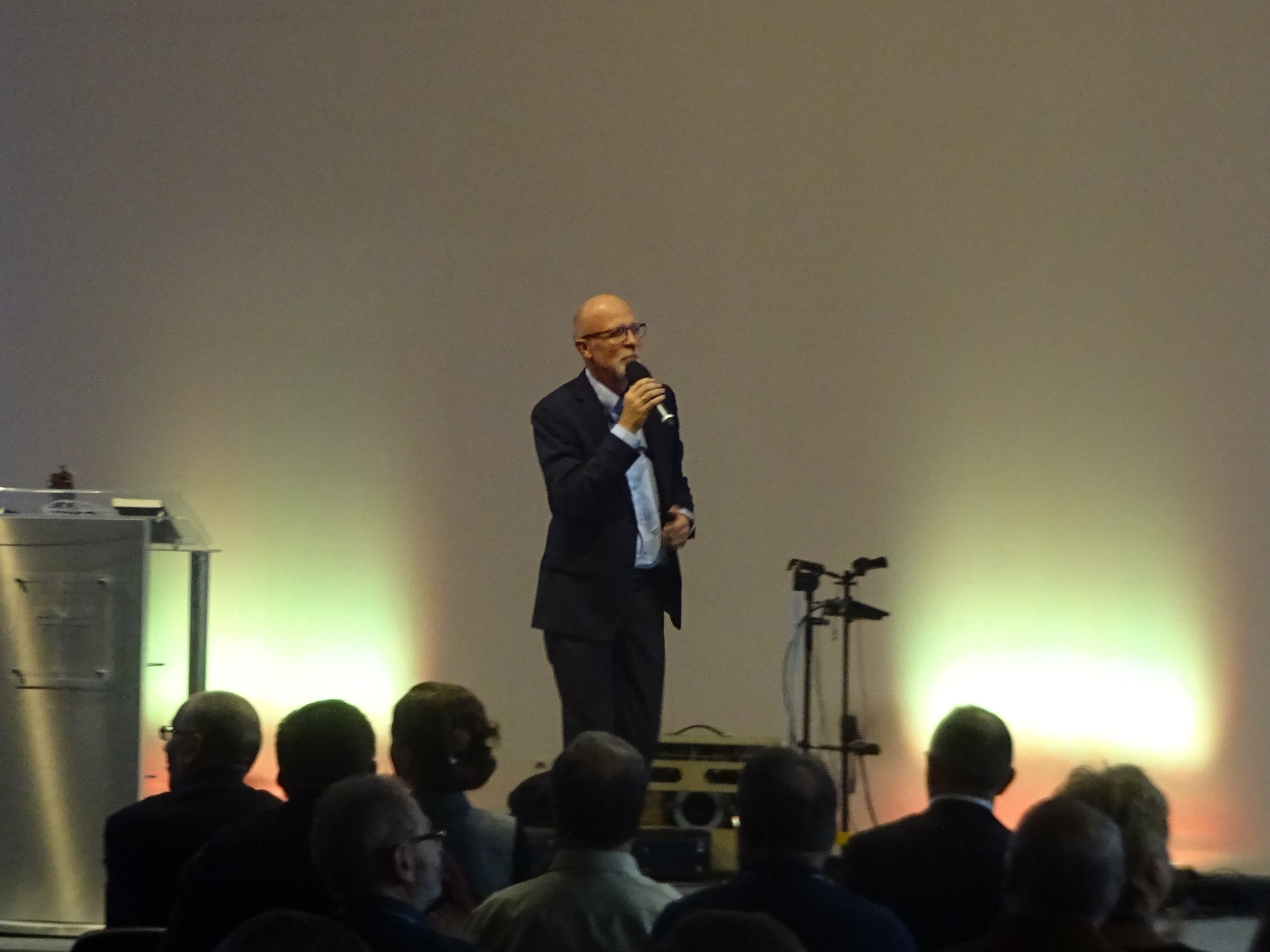
Podczas Synodu KZ 2017-10-07

Piotr Karaś (ur. 1971) – polski duchowny zielonoświątkowy, członek Prezydium Naczelnej Rady Kościoła Zielonoświątkowego w RP.

## Życiorys
W młodości związany był ze Zborem w Oleśnicy, zaś od 1996 ze Zborem Kościoła Zielonoświątkowego w Łodzi, gdzie usługiwał jako kaznodzieja, lider młodzieży i lider uwielbienia. W 2001 został ordynowany na diakona. Od tego samego roku pełni również funkcję dyrektora Chrześcijańskiej Misji Pomocy Ludziom Uzależnionym „Nowa Nadzieja”. W 2004 został pastorem pomocniczym Zboru w Łodzi, zaś w 2007 został ordynowany na prezbitera i wprowadzony w urząd pastora tego zboru. W 2012 uzyskał stopień doktora nauk teologicznych, specjalność: teologia praktyczna w Chrześcijańskiej Akademii Teologicznej w Warszawie na podstawie rozprawy pt. Działalność socjalna Kościołów ewangelikalnych w Polsce napisanej pod kierunkiem prof. Tadeusza J. Zielińskiego. W kadencji 2008–2012 był członkiem Komisji Synodalnej Kościoła Zielonoświątkowego, zaś w kadencji 2012–2016 był prezbiterem okręgowym Okręgu Centralnego Kościoła. W 2016 został wybrany w skład Prezydium Naczelnej Rady Kościoła. 29 sierpnia 2020 podczas Synodu Kościoła został ponownie wybrany w skład Prezydium Naczelnej Rady Kościoła oraz na prezbitera okręgowego Okręgu Centralnego.

## Publikacje
- Działalność socjalna Kościołów ewangelikalnych w Polsce. Warszawa: Wyższa Szkoła Teologiczno-Społeczna, 2013. ISBN 978-83-905704-9-5. OCLC 911227602. Brak numerów stron w książce